# USS Besugo (SS-321)
«Бесуго» (англ. USS Besugo (SS-321)) — підводний човен військово-морських сил США типу «Балао», споруджений під час Другої світової війни.
Човен спорудила компанія General Dynamics Electric Boat на корабельні у Гротоні, штат Коннектикут. Після проходження випробувань поблизу Нью-Лондону (Коннектикут), Ньюпорту (Род-Айленд) та Кі-Вест (Флорида), човен 13 серпня 1944-го вирушив до місця служби та 7 вересня прибув до Перл-Гарбору, де увійшов до складу Тихоокеанського флоту.

## Походи
Всього човен здійснив п'ять бойових походів.

### 1-й похід
26 вересня 1944-го Besugo вийшов з Перл-Гарбору, маючи завдання діяти у складі «вовчої зграї», до якої також входили підводні човни «Гебілан» та «Ронкіл». 30 вересня він зайшов для бункерування на атол Мідвей, після чого попрямував до району бойового патрулювання біля входу у протоку Бунго (розділяє острови Кюсю та Сікоку зі складу Японського архіпелагу). Під час переходу в районі за дев'ятсот кілометрів на північний схід від островів Огасавара Besugo зустрів патрульний човен, по якому безрезультатно випустив три торпеди. Далі він вступив із супротивником у артилерійський бій, в якому 127-мм гармата виявилась неефективною через хвилювання на морі. Тоді човен зблизився на дистанцію 800 метрів та досяг кількох попадань із меншого калібру, проте через якийсь час обидві зенітні гармати заклинило, після чого Besugo вийшов із бою. Супротивник вів у відповідь вогонь із кулеметів, від якого два члени екіпажу Besugo отримали поранення.
16 жовтня біля входу до протоки Бунго човен випустив по есмінцю «Судзуцукі» шість торпед, з яких у ціль потрапила лише одна. Пошкоджений корабель став на ремонт в Куре та вже у другій половині листопада зміг повернутись до виконання бойових завдань (у підсумку Судзутакі пережив війну). А 24 жовтня дещо менш ніж за дві сотні кілометрів на південний схід від південного завершення Кюсю Besugo випустив три торпеди та досяг одного влучання у кайбокан (корабель берегової оборони, фрегат) № 112, який також був відремонтований (і зміг дослужити до завершення бойових дій). 5 листопада Besugo прибув на Сайпан (Маріанські острови).

### 2-й похід
Вже 10 листопада 1944-го човен вийшов для бойових дій у Південно-Китайському морі. Тут 22 листопада за три десятки кілометрів від північного завершення острова Палаван він у кількох атаках випустив всі 24 торпеди по конвою, потопивши при цьому танкодесантну баржу № 151. Після цього Besugo вирушив на південь через море Сулу, Макассарську протоку та протоку Ломбок і у підсумку 4 грудня прибув до Фрімантлу на західному узбережжі Австралії.

### 3-й похід
24 грудня 1944-го човен вирушив для бойового патрулювання у південній частині Південно-Китайського моря та Сіамській затоці. Пройшовши 27 грудня бункерування у затоці Ексмут, Besugo в ніч на 31 грудня пройшла у надводному положенні протоку Ломбок та вже під вечір цього дня в морі Балі за двісті п'ятдесят кілометрів на схід від Сурабаї безрезультатно атакував трьома торпедами невелике торгове судно. Зате 6 січня 1945-го на вході до Сіамської затоки човен зміг потопити значно важливішу ціль — танкер, який під охороною трьох кайбоканів прямував із Сінгапуру до Японії. Продовживши патрулювати в цьому районі, Besugo 26 січня перехопив конвой HI-87A, так само у складі танкера та трьох фрегатів. Внаслідок його атаки танкер «Саравак-Мару» отримав пошкодження, проте зміг дійти до Сінгапуру (у березні 1945-го підірвався на міні та викинувся на берег). 5 лютого за півтори сотні кілометрів на північний схід від Куантану (півострів Малакка), Besugo потопив кайбокан № 144. 12 лютого човен прибув до австралійського Онслоу, а 15 лютого досягнув Фрімантлу.

### 4-й похід
24 березня 1945-го Besugo вийшов до визначеного йому району бойового патрулювання у Яванському морі. 4 квітня човен за дві з половиною сотні кілометрів на південний схід від Макасару виявив японське з'єднання на чолі з крейсером ППО «Ісудзу» та пішов за ним. 5 та 6 квітня — спершу в протоці Сумба, а потім у протоці Сапе — Besugo двічі безрезультатно атакував крейсер, випустивши шість та дев'ять торпед відповідно. Невдовзі після другої атаки човен вистрелив ще шість торпед та зміг потопити тральщик № 12, котрий входив до очолюваного «Ісудзу» з'єднання.
12 квітня Besugo зайшов до Фрімантлу для поповнення запасу торпед після чого 16 квітня відновив похід. 23 квітня в Яванському морі за дві з половиною сотні кілометрів на північ від Сурабаї він потопив німецький підводний човен U-183. А 29 квітня у тому ж морі, але за сім десятків кілометрів на північний схід від Джакарти, Besugo у артилерійському бою знищив патрульний човен Otome Maru (199 тонн). 20 травня Besugo прибув до бухти Субік-Бей (Філіппіни).

### 5-й похід
14 червня 1945-го човен вийшов із бази з завданням діяти біля узбережжя Південного В'єтнаму. Втім, на той час японське судноплавство майже припинилось, і Besugo не вдалось збільшити свій бойовий рахунок. 25 липня човен завершив похід у Фрімантлі.

## Післявоєнна доля
До березня 1958-го човен ніс службу на Тихому океані, після чого був виведений в резерв.
У 1965-му Besugo повторно залучили, на цей раз як дослідний підводний човен. Втім, вже 31 березня 1966-го корабель передали в оренду до військово-морських сил Італії, де він отримав найменування Francesco Morosini.
У 1975-му човен повернули США, а 16 квітня 1976-го продали на злам.

## Бойовий рахунок
| Дата       | Назва                            | Тип                  | Тоннаж | Місце           |
| 22.11.1944 | Транспорт № 151                  | танко-десантна баржа | 1000   | 11°22'N 119°7'E |
| 06.01.1945 | Нітіей Мару                      | танкер               | 10020  | 6°57'N 102°57'E |
| 02.02.1945 | Корабель берегової оборони № 114 | фрегат               | 800    | 4°32'N 104°30'E |
| 06.04.1945 | Тральщик № 12                    | тральщик             | 630    | 8°13'S 119°14'E |
| 23.04.1945 | U-183                            | підводний човен      | 1120   | 4°57'S 112°52'E |
| 29.04.1945 | Otome Maru                       | патрульний човен     | 199    | 5°45'S 107°30'E |